# Dubiejki (rejon nieświeski)
Dubiejki (biał. Дубейкі, Dubiejki; ros. Дубейки, Dubiejki) – wieś na Białorusi, w obwodzie mińskim, w rejonie nieświeskim, w sielsowiecie Łań.

## Historia
W XIX i w początkach XX w. dwa folwarki położone w Rosji, w guberni mińskiej, w powiecie słuckim. Należały do ordynacji kleckiej i od 1874 do ordynacji nieświeskiej Radziwiłłów. W 1881 nie były już własnością tego rodu.
W dwudziestoleciu międzywojennym wieś i folwark Dubiejki Małe oraz zaścianek Dubiejki Wielkie leżące w Polsce, w województwie nowogródzkim, w powiecie nieświeskim, do 1 października 1927 w gminie Lisuny, następnie w gminie Łań. Demografia w 1921 przedstawiała się następująco:
- wieś Dubiejki Małe – 86 mieszkańców, zamieszkałych w 15 budynkach, w tym 83 prawosławnych i 3 rzymskich katolików
- folwark Dubiejki Małe – 14 mieszkańców, zamieszkałych w 2 budynkach, wyłącznie rzymskich katolików
- zaścianek Dubiejki Wielkie – 336 mieszkańców, zamieszkałych w 65 budynkach, w tym 334 rzymskich katolików i 2 prawosławnych.

Mieszkańcami wszystkich trzech miejscowości byli wyłącznie Polacy. Miejscowości położone były wówczas w pobliżu granicy ze Związkiem Sowieckim.
Po II wojnie światowej w granicach Związku Sowieckiego. Od 1991 w niepodległej Białorusi.